# 2厘米 30/38年式高射炮
20毫米30/38年式高射炮（德語：Flugzeugabwehrkanone 30/38,FlaK 30/38）是第二次世界大战中纳粹德国制造的高射炮，為德國军隊最重要的轻型防空炮火，也是德國军隊产量最大的火炮。它有多种变形版本，例如轻量化供伞兵和山地部队使用的Gebirgsflak 38，以及四联装的Flakvierling 38。

## 2厘米38式四聯裝高射炮(Flakvierling 38)
即使30年式高射炮已經開始服役，德國空軍和德國陸軍等國防軍部門仍對其防空效率有所懷疑。面對當時的俯衝轟炸機，攻擊機在速度上的進步， 陸軍認為引進自1920年代已開始研發的37毫米防空武器是一個合適的解決方法。這些武器的射速雖與30年式高射炮相約，但發射的卻是比原來重約八倍的彈頭。這不僅能對敵機造成更高的傷害，其較高的動能使它的射程更遠，能在遠距離殲滅敵機。這意味著其可以使敵機更早進入己方火力範圍之內。
多數20毫米防空武器都有著較薄弱的發展前景， 它們經常被重新設計來尋找更合適的用途。然而，當萊茵金屬公司推出了四聯裝版本的FlaK 38(2 cm Flakvierling 38)時，20毫米武器才重新擁有與其它武器相比之下的競爭力。Vierling一詞指四聯裝，指出其設計是由4門20毫米防空炮組成的。
四聯裝高射炮(Flakvierling)是由四門組合起來的20毫米Flak 38高射炮加上一組座位、彈藥架和一組折疊把手所組成的。炮架有一個三角形底座，底座有多個接口使底下的腳能撐起整座炮。其透過兩個轉輪把手來控制其旋轉角度和射角。當升至最高時，整座炮的高度有307厘米高。 
每門安裝在上面的FlaK 38防空炮均配備有一個20發彈匣，即一門四聯裝防空炮共有4個20發彈匣。由於彈匣載彈量少，它的實戰射速僅每分鐘800發，比理論射速每分鐘1,400發為少。可是要達至每分鐘800發的射速，仍需要裝填手用最多6秒來完成四個彈匣的更換才能達到。同時，炮管過熱和炮管侵蝕使得它的射擊持續率極低。自動武器射速被特別限制在每根炮管大約每分鐘100發來讓射擊熱力散發。
在半自動或全自動模式下，這門炮均使用兩塊腳踏板來控制各兩門單管防空炮。它的有效射程2,200米。除了對付低飛的敵機外，也可以用來殺傷地面目標。 

## 历史
20世纪30年代，纳粹德国政府同莱茵金属签订了一项合约，要求它设计一种用于对付低空飞行飞机的小口径防空炮。莱茵金属公司在瑞士生产的C/30火炮的基础上设计了这种新型火炮。1934年这种20毫米口径的高射炮开始批量生产，35年服役。在德国入侵波兰之前，中华民国和荷兰还购买过这种高射炮。西班牙内战结束后，各国飞机的飞行速度变得更高，因而有必要提高Flak 30的射速。这一任务被交到了毛瑟公司的手上，1940年，德军引入了flak38式高射炮以取代flak30高射炮，后者的产量大幅下降。两者的主要区别在于38年式高射炮的理论射速提高了大约一半，38年式的生产一直持续到二战结束。部分高射炮被装上Sd.Kfz._10半履带卡车，成为了德军第一种自行高射炮。1940年德国又开发了FlaKvierling 38，也就是四联装的Flak38。四联装版本的理论射速可达每分钟1400发，然而由于四联装版本实际上就是将四挺单装机关炮组合到一起，它需要使用四个20发的弹匣供弹，因此实际射速只有大约每分钟800发。除了低空飞行的飞机，还可用来对付轻型的地面装甲车辆。供海军使用的高射炮则被称为Flak C/30和Flak C/38，有单装、双联装和四联装多种版本。海军型的高射炮被装备在纳粹德国海军的各种水面舰艇乃至潜艇上。负责防空的纳粹德国空军制造了121677挺高射炮，而纳粹德国陆军则制造了15985挺。

## 弹药与设计
这种高射炮可以使用多种炮弹，用于对空射击时一般采用高爆、曳光、自毁弹。同时还可以使用穿甲曳光弹、钨芯高速穿甲弹（Pzgr.40或APSV.40）。当发射穿甲曳光弹的时候炮口初速降低至每秒830米，使用高速穿甲弹时的初速为每秒975米。这种高速穿甲弹可以在300米的距离上击穿49毫米厚的装甲。
这种高射炮使用枪管短後座式後座作用，可以使用半自动或全自动射击模式。使用脚踏板控制射击，弹匣安装在火炮的左侧而不是像厄利孔20毫米机炮那样安装在上方。